# Pseudocystopteris davidii
Pseudocystopteris davidii là một loài thực vật có mạch trong họ Woodsiaceae. Loài này được (Franch.) Z.R. Wang miêu tả khoa học đầu tiên năm 1993.